# 偉大なるセイレーンたち
『偉大なるセイレーンたち』（いだいなるセイレーンたち、フランス語: Les grandes sirènes、英語: The Great Sirens）は、ベルギーの画家、ポール・デルヴォーの1947年の絵画。月明りに照らされた半裸の女性の集団を描写している。背景の丘には、ギリシア・ローマ風の建築物が2つ建っている。メトロポリタン美術館によると、ジョルジョ・デ・キリコの作品へのリスペクトが反映されている。